# Nohanent
Nohanent – miejscowość i gmina we Francji, w regionie Owernia-Rodan-Alpy, w departamencie Puy-de-Dôme.
Według danych na rok 1990 gminę zamieszkiwało 1791 osób, a gęstość zaludnienia wynosiła 426 osób/km² (wśród 1310 gmin Owernii Nohanent plasuje się na 121. miejscu pod względem liczby ludności, natomiast pod względem powierzchni na miejscu 1007.).